# Orius insidiosus
Orius insidiosus (лат.) — вид клопов семейства хищников-крошек.

## Описание
Небольшие клопы длиной тела до 3 мм. Окраска покровов тела чёрная. Полунадкрылья светло-желтовато-коричневые, клавус в основании и весь кунеус чёрные. Мембрана палевая. От близкого вида Orius minutus отличается меньшими размерами, гладкими покровами и парамеры гениталий самца с двумя равными зубцами.

## Биология
Питается клещами, трипсами и тлями, белокрылками, яйцами чешуекрылых. Факультативно может питаться также соками растений и пыльцой. При смешанном животно-растительном питании увеличивается скорость развития и выживаемость личинок. В экспериментах было отмечена возможность полноценного развития при питании исключительно пыльцой некоторых растений например коровяка обыкновенного, но в то же время личинки питающиеся только пыльцой кукурузы полностью завершить развитие не могли. В течение года развивается от двух до четырёх поколений в зависимости от условий среды. Зимует на стадии имаго. В неблагоприятные годы смертность самцов зимой может достигать 100 %. Этот вид используется для биологического подавления вредителей культурных растений.

## Распространение
Встречается в Северной и Южной Америке. Завезен в Европу для борьбы с западным цветочным трипсом.